# Ex on the Beach (5.ª temporada)
A quinta temporada de Ex on the Beach, um reality show britânico, que foi exibida pela MTV de 10 de agosto a 18 de outubro de 2016, depois de 10 episódios semanais. A temporada foi confirmada em 8 de março de 2016 após o final da quarta. Também foi anunciado que alguns ex-participantes retornariam com "negócios inacabados". Em 5 de julho de 2016, foi confirmado que esta seria um "All stars" do programa, com os oito participantes originais retornando das temporadas anteriores. Eles foram eventualmente acompanhado por ex, que inclui também a ex-participantes, bem como novos.
David Hawley, mais tarde voltou para a praia, durante a sétima temporada.

## Participantes
A lista com 8 participantes originais foi revelada pela emissora em 5 de julho de 2016. E incluía quatro homens e quatro mulheres de temporadas anteriores. Retornam da primeira temporada Chloe Goodman e Liam Lewis. Jess Impiazzi e a estrela de Geordie Shore Gary Beadle da segunda, enquanto Jemma Lucy, Jordan Davies e Stephen Bear da terceira. Finalmente Olivia Walsh retorna depois de ter aparecido na quarta.
- Negrito indica o participante original; todos os outros participantes, foram trazidos para o programa como um ex.

| Episódios | Nome               | Idade (nas gravações) | Cidade natal          | Ex                                                                    |  |
| --------- | ------------------ | --------------------- | --------------------- | --------------------------------------------------------------------- |  |
| 2         | Chloe Goodman      | 22                    | Brighton              | —                                                                     |  |
| 10        | Gaz Beadle         | 28                    | Newcastle             | Charlotte Dawson, Chrysten Zenoni, Lillie Lexie Gregg, Melissa Reeves |  |
| 7         | Jemma Lucy         | 28                    | Manchester            | David Hawley                                                          |  |
| 3         | Jess Impiazzi      | 27                    | Surrey                | —                                                                     |  |
| 7         | Jordan Davies      | 23                    | Cardiff               | —                                                                     |  |
| 4         | Liam Lewis         | 27                    | Hartlepool            | —                                                                     |  |
| 10        | Olivia Walsh       | 24                    | Manchester            | Joss Mooney                                                           |  |
| 10        | Stephen Bear       | 26                    | Londres               | Holly Rickwood, Kayleigh Morris                                       |  |
|           |                    |                       |                       |                                                                       |  |
| 10        | Kayleigh Morris    | 27                    | Port Talbot           | Ashley Cain, Joss Mooney, Stephen Bear                                |  |
| 10        | David Hawley       | 25                    | Newcastle             | Jemma Lucy                                                            |  |
| 9         | Charlotte Dawson   | 23                    | Blackpool             | Alex Stewart, Gaz Beadle                                              |  |
| 8         | Holly Rickwood     | 24                    | Portsmouth            | Conor Scurlock, Stephen Bear                                          |  |
| 8         | Ashley Cain        | 25                    | Nuneaton              | Kayleigh Morris, Melissa Reeves                                       |  |
| 7         | Lillie Lexie Gregg | 25                    | Birmingham            | Gaz Beadle                                                            |  |
| 6         | Conor Scurlock     | 22                    | Londres               | Holly Rickwood, Aimee Kimber                                          |  |
| 5         | Chrysten Zenoni    | 19                    | Gold Coast, Austrália | Gaz Beadle                                                            |  |
| 4         | Alex Stewart       | 23                    | Blackpool             | Charlotte Dawson                                                      |  |
| 3         | Aimee Kimber       | 22                    | Essex                 | Conor Scurlock                                                        |  |
| 2         | Melissa Reeves     | 24                    | Liverpool             | Ashley Cain, Gaz Beadle                                               |  |
| 1         | Joss Mooney        | 26                    | Manchester/Norwich    | Kayleigh Morris, Olivia Walsh                                         |  |

### Duração do elenco
| Participantes | Episódios | Episódios | Episódios | Episódios | Episódios | Episódios | Episódios | Episódios | Episódios | Episódios |
| Participantes | 1         | 2         | 3         | 4         | 5         | 6         | 7         | 8         | 9         | 10        |
| ------------- | --------- | --------- | --------- | --------- | --------- | --------- | --------- | --------- | --------- | --------- |
| Chloe         |           |           |           |           |           |           |           |           |           |           |
| Gaz           |           |           |           |           |           |           |           |           |           |           |
| Jemma         |           |           |           |           |           |           |           |           |           |           |
| Jess          |           |           |           |           |           |           |           |           |           |           |
| Jordan        |           |           |           |           |           |           |           |           |           |           |
| Liam          |           |           |           |           |           |           |           |           |           |           |
| Olivia        |           |           |           |           |           |           |           |           |           |           |
| Bear          |           |           |           |           |           |           |           |           |           |           |
|               |           |           |           |           |           |           |           |           |           |           |
| Kayleigh      |           |           |           |           |           |           |           |           |           |           |
| Hawley        |           |           |           |           |           |           |           |           |           |           |
| Charlotte     |           |           |           |           |           |           |           |           |           |           |
| Holly         |           |           |           |           |           |           |           |           |           |           |
| Ashley        |           |           |           |           |           |           |           |           |           |           |
| Lillie        |           |           |           |           |           |           |           |           |           |           |
| Conor         |           |           |           |           |           |           |           |           |           |           |
| Chrysten      |           |           |           |           |           |           |           |           |           |           |
| Alex          |           |           |           |           |           |           |           |           |           |           |
| Aimee         |           |           |           |           |           |           |           |           |           |           |
| Melissa       |           |           |           |           |           |           |           |           |           |           |
| Joss          |           |           |           |           |           |           |           |           |           |           |